# Geo Metro
La Geo Metro est une automobile produite par Geo, Suzuki et Chevrolet en deux générations de 1989 à 2001. C'est une version rebadgée des Suzuki Swift/Cultus et Baleno.
En 2003, elle est remplacée en Amérique du Nord par la Chevrolet Aveo, vendue en Europe sous le nom de Daewoo Kalos et qui existe sous différentes appellations dont Gentra/Gentra X, Suzuki Swift+, Pontiac Wave mais elle remplace la Daewoo Lanos.
Par contre, la Suzuki Swift succède à la Suzuki Aerio en version hayon mais aussi la Suzuki Baleno.

## Prédécesseur

### Chevrolet Sprint
La Chevrolet Sprint est une automobile produite par Chevrolet de 1984 à 1988. Cousine de la Suzuki Swift, elle remplace la Chevette.
En 1988, elle est remplacée par la Geo Metro sauf qu'elle est restylée car il s'agit de la même voiture qui s'appelait Suzuki Swift, Pontiac Firefly et Chevrolet Metro.

## Première génération

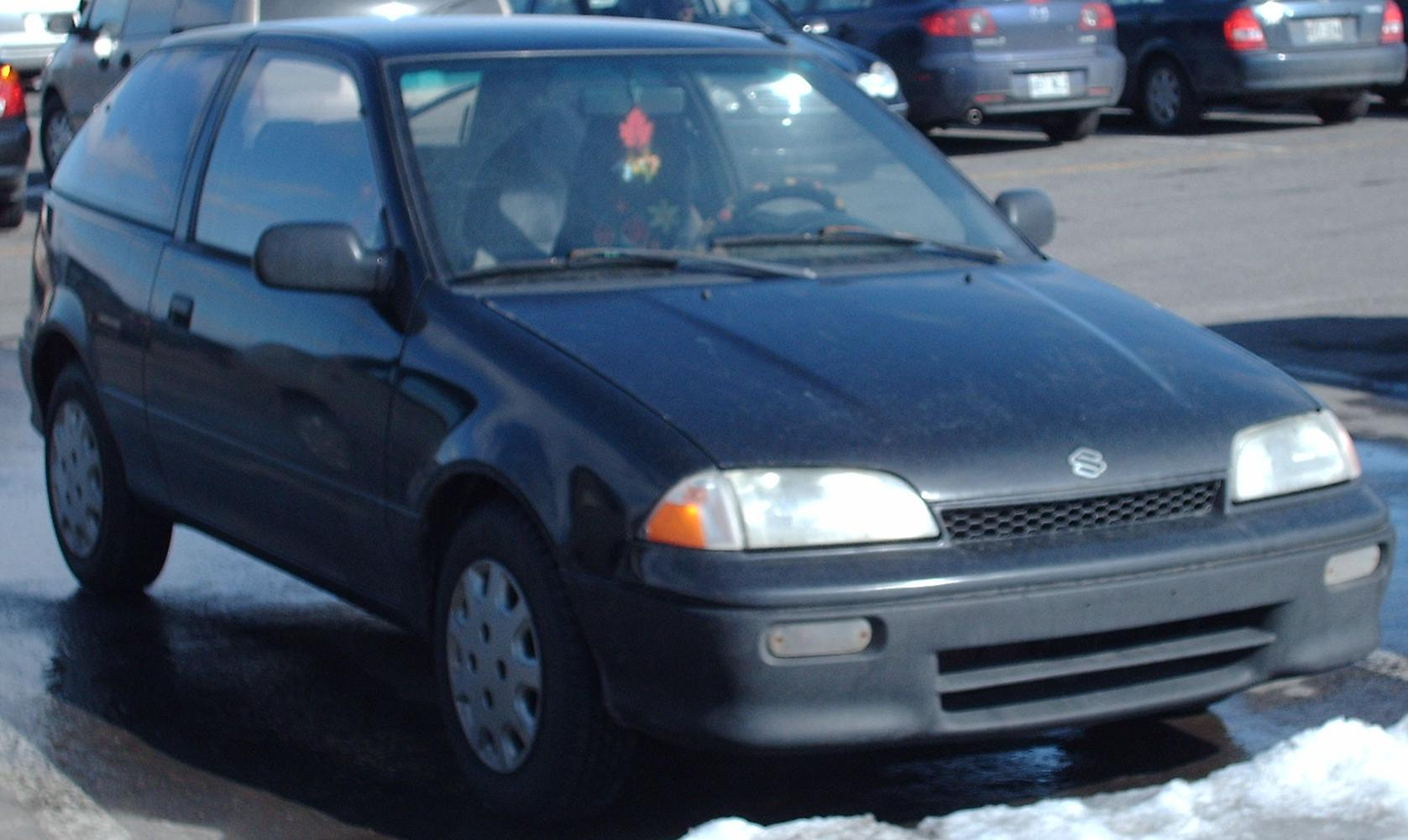
Geo Metro I

Dans la simulation BeamNG Drive, on peut apercevoir une voiture inspiré de la Geo Metro I sous le nom d'Ibishu Covet présentant de fortes similitudes avec le véhicule de base.